# Euderces tibialis
Euderces tibialis är en skalbaggsart som beskrevs av Giesbert och Chemsak 1997. Euderces tibialis ingår i släktet Euderces och familjen långhorningar.
Artens utbredningsområde är Guatemala. Inga underarter finns listade i Catalogue of Life.